# Holte (Loxstedt)
Holte (niederdeutsch Holt) ist eine Ortschaft in der Einheitsgemeinde Loxstedt im niedersächsischen Landkreis Cuxhaven.

## Geografie

### Lage
Das südlich von Bremerhaven gelegene Dorf liegt in der Nähe der Anschlussstelle Stotel der Bundesautobahn 27 und der Bundesstraße 437.

### Ausdehnung des Ortsgebiets
Zur Ortschaft Holte gehören einige Häuser, die sich in der Gemarkung Stotel befinden. Außerdem befand sich ein (inzwischen abgerissenes) Haus in der Gemarkung Landwürden.

### Nachbarorte
| Gemarkung Landwürden |                                             | Stotel      |
| Büttel               | Kompassrose, die auf Nachbargemeinden zeigt |             |
| Gemarkung Landwürden | Schwegen                                    | Hahnenknoop |

(Quelle:)

## Geschichte
Die historische Besiedlung von Holte befand sich an einem Gutshof in Adelsbesitz. In der Vergangenheit gehörte Holte zu den Ämtern Stotel, Stotel-Vieland, Hagen und Lehe. Während der Franzosenzeit war das Dorf der Kommune Stotel und als Gemeinde später den Landkreisen Geestemünde und Wesermünde zugeteilt. Die Gemarkung Holte besteht seit 1876.

### Eingemeindungen
Holte verlor seine politische Selbständigkeit bei der Gebietsreform in Niedersachsen und ist seit dem 1. März 1974 eine Ortschaft in der Gemeinde Loxstedt.

### Einwohnerentwicklung
| Jahr | Einwohner | Quelle |
| ---- | --------- | ------ |
| 1910 | 71        | [ 5 ]  |
| 1925 | 86        | [ 6 ]  |
| 1933 | 71        | [ 6 ]  |
| 1939 | 66        | [ 6 ]  |
| 1950 | 1300      | [ 7 ]  |

| Jahr | Einwohner | Quelle |
| ---- | --------- | ------ |
| 1956 | 88        | [ 7 ]  |
| 1973 | 74        | [ 1 ]  |
| 2010 | 69        | [ 8 ]  |
| 2015 | 82        | [ 9 ]  |
| 2019 | 73        | [ 2 ]  |

|  |

## Politik

### Gemeinderat und Bürgermeister
Auf kommunaler Ebene wird die Ortschaft Holte vom Loxstedter Gemeinderat vertreten.

### Ortsvorsteher
Die Ortsvorsteherin von Holte ist Ursula Baumann. Die Amtszeit läuft von 2021 bis 2026.

### Wappen
Der Entwurf des Kommunalwappens von Holte stammt von dem Heraldiker und Wappenmaler Albert de Badrihaye, der zahlreiche Wappen im Landkreis Cuxhaven erschaffen hat.
| Wappen von Holte | Blasonierung: „In Silber ein rotes Hoftor, in dessen Einfahrt ein schwarzer Nagel mit der Spitze nach unten schwebt.“                                                |
| Wappen von Holte | Wappenbegründung: Das Hoftor erinnert an das „Gut Nolte“. Der Nagel ist dem Wappen des Adelsgeschlechts „Nagel“ entlehnt, dem das Gut im 14. Jahrhundert gehört hat. |

## Baudenkmale
- Wohn- und Wirtschaftsgebäude Holter Allee 30 im Kern von 1519 und von 1853 mit  Wappentafel von 1622